# Bruno Saile
Bruno Saile (* 1. März 1952 in Thalwil) ist ein ehemaliger Schweizer Ruderer, der 1982 Weltmeister im Vierer ohne Steuermann war.

## Sportliche Karriere
Der 1,94 m grosse Saile war bei den Junioren-Weltmeisterschaften 1970 Fünfter im Vierer mit Steuermann geworden. Seine Karriere im Erwachsenenbereich begann erst so richtig, als er bei den Weltmeisterschaften 1977 zusammen mit Jürg Weitnauer, seinem Vereinskameraden vom RC Thalwil, den siebten Platz im Doppelzweier belegte. 1978 gewannen die beiden Bronze hinter den Norwegern und den Briten. Im Jahr darauf siegten bei den Weltmeisterschaften 1979 erneut die Norweger, die beiden Schweizer belegten den fünften Platz.
Saile und Weitnauer wechselten 1980 vom Skullrudern zum Riemenrudern. Bei den Olympischen Spielen 1980 in Moskau trat der Schweizer Vierer ohne Steuermann in der Besetzung Bruno Saile, Jürg Weitnauer, Hans-Konrad Trümpler und Stefan Netzle an. Die vier Schweizer erreichten den A-Final und belegten unter zwölf teilnehmenden Booten den sechsten Platz. In der gleichen Besetzung erruderten die Schweizer bei den Weltmeisterschaften 1981 in München die Silbermedaille hinter dem sowjetischen Boot. Im Jahr darauf wurden die Weltmeisterschaften in Luzern ausgetragen, Saile, Weitnauer, Trümpler und Netzle gewannen die einzige Goldmedaille für die Gastgeber vor dem sowjetischen Vierer. 1983 traten Weitnauer und Saile zusammen mit Steuermann Rolf Stadelmann im Zweier mit Steuermann an und erreichten den sechsten Platz. Bei den Olympischen Spielen 1984 ruderten Weitnauer und Saile wieder mit Trümpler und Netzle im ungesteuerten Vierer und erreichten noch einmal den A-Final. Sie belegten den fünften Platz. 
Nach zwei Jahren Pause trat Saile bei den Weltmeisterschaften 1987 im Vierer mit Steuermann an und erreichte den zehnten Platz. Bei Sailes drittem Olympiastart 1988 in Seoul erreichte der Schweizer Vierer mit Steuermann ebenfalls den B-Final, trat dort aber nicht mehr an.